# Победник је сам
Победник је сам (порт. O vencedor esta so) роман је бразилског писца Паула Коеља објављен 2008. године.
Смештајући радњу романа Победник је сам у заводљиви свет моде и филма, Пауло Коељо тематизује моћ појединца и начин на који успех манипулише људским сновима да би их на крају уништио.
Вешто преплићући различите ликове и њихове међусобно повезане приче, аутор нам у овом роману дочарава узбудљиву слику света презасићеног гламуром и раскалашношћу, и указује нам на кобне последице наше опседнутости славом.